# Erdenekhairkhan, Zavkhan
Erdenekhairkhan (tiếng Mông Cổ: Эрдэнэхайрхан) là một sum của tỉnh Zavkhan ở miền tây Mông Cổ. Vào năm 2005, dân số của sum là 1.771 người.

## Địa lý
Sum có diện tích khoảng 4.100 km2. Trung tâm sum, Altai, nằm cách tỉnh lỵ Uliastai 117 km và thủ đô Ulaanbaatar 1.101 km.

### Khí hậu
Erdenekhairkhan có khí hậu bán khô hạn. Nhiệt độ trung bình hàng năm ở khu vực này là 2 °C. Tháng ấm nhất là tháng 7, khi nhiệt độ trung bình là 22 °C và lạnh nhất là tháng 1, với -23 °C. Lượng mưa trung bình hàng năm là 197 mm. Tháng ẩm ướt nhất là tháng 8, với lượng mưa trung bình là 46 mm, và khô nhất là tháng 1, với 2 mm.

## Địa lý
Sum có một trường học, bệnh viện và khu dịch vụ.